# Alfredo il grande
Alfredo il grande és una òpera en dos actes de Gaetano Donizetti, amb llibret d'Andrea Leone Tottola. S'estrenà al Teatro San Carlo de Nàpols el 2 de juliol de 1823. El personatge principal, Alfred el Gran, rei de Wessex, és un personatge històric. La partitura manuscrita autògrafa es conserva al Conservatori de San Pietro a Majella, a Nàpols. Una còpia no autògrafa es conserva a París, a la Biblioteca Nacional de França.